# スペクトル定理
数学の、特に線型代数学や函数解析学の分野において、スペクトル定理（スペクトルていり、英: spectral theorem）とは、線型作用素あるいは行列に関する多くの結果である。大雑把に言うと、スペクトル定理は、作用素あるいは行列が対角化可能（すなわち、ある基底において対角行列として表現可能）となる条件を与えるものである。この対角化の概念は、有限次元空間上の作用素については比較的直ちに従うものであるが、無限次元空間上の作用素についてはいくつかの修正が必要となる。一般にスペクトル定理は、乗算作用素によって出来る限り簡単にモデル化される線型作用素のクラスを明らかにするものである。より抽象的に、スペクトル定理は可換なC*-環に関して述べたものである。その歴史的観点については、スペクトル理論を参照されたい。
スペクトル定理が適用できる作用素の例として、自己共役作用素や、より一般のヒルベルト空間上の正規作用素などがある。
スペクトル定理はまた、スペクトル分解（spectral decomposition）や固有値分解（eigendecomposition）と呼ばれるような、作用素の定義されるベクトル空間の正準分解を与えるものである。
オーギュスタン＝ルイ・コーシーは、自己随伴行列に関するスペクトル定理を証明した。すなわち、すべての実対称行列は対角化可能であることを証明した。その定理のジョン・フォン・ノイマンによる一般化は、今日の作用素論におけるもっとも重要な結果となっている。またコーシーは、行列式に関する系統的な理論を構築した第一人者である。
この記事では主に、ヒルベルト空間上の自己共役作用素に関する、最も簡単な種類のスペクトル定理について述べる。しかし、上記のように、スペクトル定理はヒルベルト空間上の正規作用素についても成立するものである。

## 有限次元の場合

### エルミート写像とエルミート行列
初めに Cn あるいは Rn 上のエルミート行列を考える。より一般に、ある正定値エルミート内積を備える有限次元の実あるいは複素内積空間 V 上のエルミート作用素を考える。エルミート条件とは
{\displaystyle (\forall x,y\in V):\langle Ax,\,y\rangle =\langle x,\,Ay\rangle }
のことを言う。これと同値な条件として、A* = A がある。ただし A* は A のエルミート共役である。A があるエルミート行列と見なされるとき、A* の行列はその共役転置と見なされる。A が実行列であるなら、このことは AT = A と同値である（すなわち、A は対称行列）。
この条件より容易に、エルミート写像のすべての固有値は実数であることが分かる。実際、x = y が固有ベクトルの場合に条件を適用すればよい（ここである線型写像 A の固有ベクトルとは、あるスカラー λ に対して Ax = λx を満たすような（非ゼロの）ベクトル x であったことに注意されたい。そのような値 λ は対応する固有値であり、それらは特性多項式の解である）。
定理： A の固有ベクトルで構成される V のある正規直交基底が存在する。なおかつ A の固有値はすべて実数である。
以下では、考えているスカラー体が複素数である場合の証明の概略を紹介する。
代数学の基本定理を A の特性多項式に適用することで、少なくとも一つの固有値 λ1 と対応する固有ベクトル e1 が存在することが分かる。このとき
{\displaystyle \lambda _{1}\langle e_{1},e_{1}\rangle =\langle A(e_{1}),e_{1}\rangle =\langle e_{1},A(e_{1})\rangle ={\bar {\lambda }}_{1}\langle e_{1},e_{1}\rangle }
が成立するので、そのような λ1 は実数であることが分かる。今、e1 の直交補空間 K = span{e1}⊥ を考える。エルミート性により、K は A の不変部分空間である。K に対しても上述と同様の議論を行うことで、A はある固有ベクトル e2 ∈ K を持つことが分かる。あとは帰納的にこの操作を有限回繰り返すことで、証明は完成される。
スペクトル定理はまた、有限次元の実内積空間の上の対称写像に対しても成立する。しかしその場合、固有ベクトルの存在は代数学の基本定理からは直ちに従わない。その存在を証明する最も簡単な方法として、A をエルミート行列と考え、エルミート行列のすべての固有値は実数であるという事実を利用するものがある。
A の固有ベクトルを正規直交基底として選ぶと、その基底のもとで A は対角行列として表現される。または同値であるが、A はスペクトル分解（spectral decomposition）と呼ばれるペアとなる直交射影の線型結合として表現される。今
{\displaystyle V_{\lambda }=\{\,v\in V:Av=\lambda v\,\}}
を固有値 λ に対応する固有空間とする。この定義は特定の固有ベクトルの選び方に依らないことに注意されたい。V は、その添え字が固有値全体であるような空間 Vλ の直交直和である。Pλ を Vλ の上への直交射影とし、λ1, ..., λm を A の固有値とすることで、そのスペクトル分解は次のように記述される。
{\displaystyle A=\lambda _{1}P_{\lambda _{1}}+\cdots +\lambda _{m}P_{\lambda _{m}}.\,}
スペクトル分解は、シュール分解および特異値分解の特殊例である。

### 正規行列
スペクトル定理は、より一般の行列のクラスに対しても拡張できる。A をある有限次元内積空間の上の作用素とする。A が正規であるとは、A* A = A A* が成立することを言う。A が正規であるための必要十分条件は、それがユニタリ対角化可能であることである。すなわち、シュール分解によって A = U T U* が得られる。ここで U はユニタリで、T は上三角である。A は正規であるので、T T* = T* T が成り立つ。したがって、正規な上三角行列は対角行列であることより、T は対角行列である。この逆は自明である。
言い換えると、A が正規であるための必要十分条件は、次を満たすようなユニタリ行列 U が存在することである。
{\displaystyle A=UDU^{*}\;}
ここで D は対角行列である。このとき、D の対角成分は A の固有値となる。また U の各列ベクトルは A の固有ベクトルで、それらは正規直交系をなす。エルミートの場合とは異なり、D の成分は必ずしも実数でなくてもよい。

## コンパクトな自己共役作用素
一般にヒルベルト空間において、コンパクトな自己共役作用素に対するスペクトル定理の内容は、有限次元の場合と実質的に同じである。
定理 A をあるヒルベルト空間 V 上のコンパクトな自己共役作用素とする。このとき A の固有ベクトルで構成されるような V の正規直交基底が存在する。対応する各固有値は実数である。
エルミート行列の場合のように、証明のカギとなるのは、（少なくとも一つの）非ゼロの固有ベクトルの存在である。これを示す際、固有値の存在を示すための行列式の手法に頼ることは出来ないが、代わりに、固有値の変分的特徴付けと同様なある最大化に関する議論を利用することが出来る。そうして上述のスペクトル定理は、実あるいは複素ヒルベルト空間に対しても成立する。
コンパクト性の仮定が除かれた場合、すべての自己共役作用素が固有ベクトルを持つとは限らなくなってしまうので、定理は成立しない。

## 有界自己共役作用素
次に考える一般化は、ヒルベルト空間上の有界な自己共役作用素に対するスペクトル定理である。そのような作用素は固有値を持たないこともある。その例として、L2[0, 1] 上の t の乗算に関する作用素
{\displaystyle [A\varphi ](t)=t\varphi (t).\;}
が挙げられる。
定理： A をあるヒルベルト空間 H 上の有界な自己共役作用素とする。このとき、ある測度空間 (X, Σ, μ) と X 上のある本質的に有界な実数値可測函数 f およびあるユニタリ作用素 U:H → L2μ(X) が存在して、次が成立する。
{\displaystyle U^{*}TU=A\;}
ここで T は乗算作用素
{\displaystyle [T\varphi ](x)=f(x)\varphi (x)\;}
であり、{\displaystyle \|T\|=\|f\|_{\infty }} である。
これが作用素論と呼ばれる函数解析学における広大な研究分野の始まりである。記事常微分方程式におけるスペクトル理論も参照されたい。
ヒルベルト空間上の有界な正規作用素に対する同様のスペクトル定理も存在する。結論として異なる部分は、今回の場合 {\displaystyle f} は複素数値でもよいということである。
スペクトル定理の代替的な設定として、作用素 {\displaystyle A} がその作用素のスペクトルについての射影値測度に関する座標関数の積分として与えられる、次の様な場合が考えられる。
{\displaystyle A=\int _{\sigma (A)}\lambda \,dE_{\lambda }}
考えられている正規作用素がコンパクトであるなら、このようなスペクトル定理は上述の有限次元のスペクトル定理に帰着される。そうでない場合、その作用素は無限に多くの射影の線型結合として表現され得る。

## 一般の自己共役作用素
微分作用素のように、解析学に現れる多くの重要な線型作用素は非有界である。そのような非有界の場合の自己共役作用素に対するスペクトル定理も存在する。その例を考える上で、任意の定数係数微分作用素は、ある乗算作用素とユニタリ同値であることに注意されたい。実際、この同値性を備えるユニタリ作用素はフーリエ変換であり、乗算作用素はフーリエ乗数の一種である。
一般に、自己共役作用素に対するスペクトル定理には、同値ないくつかの形式が存在する。
乗算作用素の形式におけるスペクトル定理 あるヒルベルト空間 H における各自己共役作用素 T に対し、H から空間 L2(M, μ) への上への等長同型をなすあるユニタリ作用素が存在し、T はその空間 L2(M, μ) において乗算作用素として表現される。
自己共役作用素 T が作用するヒルベルト空間 H は、T が各空間 Hi  に制限されたとき単純なスペクトルを持つような、ヒルベルト空間 Hi の直和として表すことが出来ることもある。そのような分解は（ユニタリ同値性を除いて）「一意」であるように構成することが出来、そのようなものは「順序付きスペクトル表現」（ordered spectral representation）と呼ばれる。